# Campo sportivo di Borgo Maggiore
Il campo sportivo di Borgo Maggiore è uno stadio calcistico della Repubblica di San Marino, situato nel castello di Borgo Maggiore.
Realizzato nel 1932, è stato l'unico stadio della Repubblica di San Marino fino al 1969 quando è stato costruito lo Stadio Olimpico di Serravalle, ha una lunghezza di 70 metri per una larghezza di 33. Nel 2007 è stato ristrutturato ed è stato trasformato il fondo in erba sintetica.